# Transgenerationeel trauma
Transgenerationeel trauma is psychisch letsel bij iemand, dat is veroorzaakt door een schokkende gebeurtenis die iemand in een vorige generatie heeft meegemaakt. Het psychotrauma is dus door de direct getraumatiseerden doorgegeven aan hun nakomelingen in volgende generaties.

## Collectief of individueel trauma
Psychotrauma kan individueel, gedeeld of collectief zijn.
Bij individueel trauma raakt een individu na een schokkende ervaring getraumatiseerd.
Gedeeld trauma is trauma dat door meerdere mensen gedeeld wordt, bijvoorbeeld trauma dat door generaties heen overgedragen wordt (intergenerationeel trauma en transgenerationeel trauma). 
Collectief trauma verwijst naar het psychologische en emotionele lijden dat wordt ervaren door een groep mensen na een gedeelde traumatische ervaring zoals met een ramp, oorlog, genocide en massale mensenrechtenschendingen, terroristische aanslag of andere vorm van sociale of politieke onrust. Het trauma treft een hele gemeenschap, samenleving of groep die een culturele identiteit deelt (bijvoorbeeld etniciteit, nationaliteit of religieuze identiteit). Collectief trauma is een onderdeel van het collectief geheugen van de groep en van het gedeelde identiteitsgevoel.
Historisch trauma is een vorm van collectief trauma, het betreft gebeurtenissen in het verleden zoals de slavernij. Dit trauma leidt voor vele opeenvolgende generaties van de bevolkingsgroep tot kwetsbaarheid voor geestelijke en lichamelijke gezondheidsproblemen. Historisch trauma wordt vaak gebruikt in verband met bijvoorbeeld nazaten van tot slaafgemaakten tijdens de trans-Atlantische slavenhandel en van onderdrukte volkeren in gekoloniseerde Afrikaanse en Aziatische landen.
De beschrijving van collectief dan wel historisch trauma is omstreden in de wetenschap. Er is onenigheid over of een trauma collectief is omdat een groep getroffenen een schokkende gebeurtenis ondergaat, of omdat het cultureel gezien wordt als collectief trauma. Ook over de overdracht is men het niet eens: wordt het overgedragen via communicatie en taal binnen een bevolkingsgroep, of via overdracht binnen families. Ook is er onenigheid over of het om een trauma gaat of eerder om een metafoor.

## Intergenerationeel trauma en transgenerationeel trauma
Hierboven werden als vormen van gedeeld trauma intergenerationeel trauma en transgenerationeel trauma genoemd. De twee termen worden vaak door elkaar gebruikt, en hun betekenissen kunnen variëren afhankelijk van de context (zoals binnen de psychologie, sociologie en cultuurwetenschappen). De begrippen hebben gemeen dat ze de overdracht van traumatische effecten van de ene generatie naar de volgende aanduiden, waarbij er sprake is van een blijvende impact van het trauma op individuen, families en gemeenschappen. Er zijn echter enkele verschillen tussen de twee begrippen.
Intergenerationeel trauma duidt meestal op de overdracht van traumatische effecten tussen twee opeenvolgende generaties, meestal van ouder naar kind. Het benadrukt de directe invloed van het trauma op het directe nageslacht en de manieren waarop het trauma de ouder-kindrelatie, de dynamiek binnen het gezin en het individuele welzijn binnen die specifieke generatielink kan beïnvloeden.
Transgenerationeel trauma verwijst doorgaans naar de overdracht van traumatische effecten over meerdere generaties binnen families, verder dan alleen het directe nageslacht. Het betekent dat het trauma dat wordt ervaren door één generatie impact kan hebben op volgende generaties, zelfs als zij het traumatische evenement zelf niet rechtstreeks hebben meegemaakt. Transgenerationeel trauma betreft vaak bredere sociale en culturele invloeden die  het trauma in stand houden via verhalen, gedragingen en systemische factoren.

## Geschiedenis
De bewustwording van de tweedegeneratieproblematiek begon in 1979 met de publicatie van het boek Children of the Holocaust van Helen Epstein. Sindsdien zijn transgenerationele trauma's ook waargenomen bij vele andere groepen. Zij worden onder meer gevonden onder Indische en Molukse Nederlanders en de Congolese en Rwandese gemeenschap in België; onder kinderen van oorlogsgetroffenen, vluchtelingen en van overlevenden van huiselijk geweld.

## Overdracht van trauma tussen generaties
Een trauma kan worden doorgegeven via onder andere psychologische, systemische en communicatieve, sociale en sociaal-culturele, en biologische mechanismen.

### Psychologische, systemische en communicatieve mechanismen
Door het ervaren trauma kan een ouder zijn of haar overtuigingen, copingmechanismen en gedragingen onbewust overdragen op zijn of haar kinderen door opvoedingsstijlen en familiedynamiek. Dit gebeurt bijvoorbeeld als traumaoverlevenden hun posttraumatische symptomen externaliseren via hun verbale en non-verbale gedrag en herbelevingen van angst en rouw. Kinderen kunnen de effecten van het trauma van hun ouders internaliseren, wat leidt tot het voortduren van inadequate gedragspatronen en copingstrategieën.

### Sociale en sociaal-culturele mechanismen
Traumatische gebeurtenissen kunnen sociale structuren, culturele praktijken en gemeenschapsbanden verstoren. Deze verstoringen kunnen invloed hebben op opvoedingspraktijken, familierelaties en gemeenschapsdynamiek. Een sociale omgeving die wordt gekenmerkt door voortdurende tegenspoed en stress kan bijdragen aan de overdracht van trauma tussen generaties.

### Biologische mechanismen
Trauma kan mogelijk veranderingen veroorzaken in de expressie van genen die betrokken zijn bij stressrespons en emotionele regulatie. Deze genetische veranderingen kunnen erfelijk zijn en daaropvolgende generaties vatbaarder maken voor vergelijkbare psychologische kwetsbaarheid. Bij intergenerationele overdracht worden bijvoorbeeld epigenetische veranderingen (veranderingen in het DNA) doorgegeven van de direct getraumatiseerden aan hun nakomelingen (de tweede generatie). Bij transgenerationele overdracht geven de nakomelingen het trauma vervolgens weer door aan hun nakomelingen (de derde en volgende generaties).

## Effecten van intergenerationeel en transgenerationeel trauma
De effecten van intergenerationeel en transgenerationeel trauma kunnen de vorm aannemen van verschillende fysieke, psychische en sociale klachten. Het is echter belangrijk op te merken dat niet alle nazaten van overlevenden van trauma deze effecten zullen ervaren, aangezien veerkracht en andere beschermende factoren hun impact kunnen verzachten.

### Klachten
Intergenerationeel en transgenerationeel trauma kunnen zich bij de tweede en volgende generaties op verschillende manieren manifesteren, waaronder een verhoogde kwetsbaarheid voor geestelijke gezondheidsproblemen, middelenmisbruik, relatieproblemen, emotionele ontregeling en lichamelijke gezondheidsproblemen. Vooral problemen bij de interpersoonlijke interactie geven klachten, bijvoorbeeld gevoelens van wantrouwen, isolement en eenzaamheid.
Nazaten van getraumatiseerden kunnen ook symptomen van een posttraumatische stressstoornis (PTSS) ontwikkelen. Dat kan duiden op een vergaande identificatie met de getraumatiseerde ouder, of de nakomeling kan PTSS ontwikkelen op basis van de schokkende inhoud van verhalen of door mishandeling door de ouder. Een studie wees uit dat de kinderen van slachtoffers van marteling meer symptomen van angst, depressie, posttraumatische stress, concentratie- en gedragsstoornissen vertoonden dan kinderen van de groep die het specifieke trauma niet had meegemaakt.

### Veerkracht
Een onderzoek onder Braziliaanse kinderen van overlevenden van de Holocaust resulteerde niet alleen in een model van de transgenerationele overdracht van traumatische ervaringen, maar ook in een model van veerkrachtpatronen die binnen generaties kunnen worden ontwikkeld en van generatie op generatie kunnen worden overgedragen. De veerkrachttheorie geeft aan dat de reactie van individuen en gezinnen op traumatische ervaringen een steeds veranderend proces is, dat zowel blootstelling aan uitdagingen inhoudt als de ontwikkeling van copingmechanismen die helpen bij het vermogen om dergelijke uitdagingen te overwinnen.

## Diagnostiek
Diagnostiek bij intergenerationeel en transgenerationeel trauma vindt vooral plaats in gesprekken, waarbij klachten worden uitgevraagd en waar doorgevraagd wordt in hoeverre deze klachten verband houden met traumatische ervaringen van de ouders. De klachten die passen bij intergenerationeel trauma lopen sterk uiteen. In de diagnostiek kijkt men vooral naar algemene klachten, interpersoonlijke problemen, hechtingsstructuur, persoonlijkheidsstructuur en PTSS-klachten. Voor de groep nakomelingen van Holocaust-overlevers is anno 2023 een diagnostisch instrument in ontwikkeling.

## Behandeling

### Groepstherapie
Groepstherapie is een veel gebruikte behandeling van mensen met intergenerationeel of transgenerationeel trauma. De groep bestaat uit individuen die vergelijkbare ervaringen hebben. Tijdens groepstherapie bij intergenerationeel trauma ligt de nadruk op het creëren van een veilige en ondersteunende omgeving waarin de deelnemers hun ervaringen kunnen delen, begrijpen en verwerken. Daarnaast biedt de groep een setting waarin de leden elkaars spiegel kunnen zijn in het aanleren van interpersoonlijke vaardigheden die gemist zijn doordat ouders getraumatiseerd waren. De therapeut faciliteert de sessies en moedigt deelnemers aan om openlijk te praten over hun emoties, gedachten en reacties op het trauma.
De groepstherapie kan verschillende therapeutische technieken omvatten, afhankelijk van de behoeften van de deelnemers. Enkele veelvoorkomende benaderingen zijn:
- Psycho-educatie: Het verstrekken van informatie over intergenerationeel trauma, inclusief de mogelijke oorzaken en gevolgen ervan. Dit helpt de deelnemers om beter inzicht te krijgen in hun eigen situatie en die van anderen in de groep.
- Interpersoonlijke groepstherapie: Gebruik maken van de groepsdynamica om te werken aan interpersoonlijke problemen.
- Verhalen delen: Deelnemers worden aangemoedigd om hun persoonlijke verhalen en ervaringen te delen. Dit helpt bij het opbouwen van verbondenheid, begrip en empathie tussen de groepsleden.
- Emotieregulatie: Het aanleren van vaardigheden om emoties te herkennen, te begrijpen en te beheersen die verband houden met het trauma. Dit omvat mogelijk ademhalingsoefeningen, ontspanningstechnieken en stressmanagementstrategieën.
- Traumaverwerking: Het verkennen en verwerken van de traumatische ervaringen en de gevolgen ervan. Dit kan onder meer het gebruik van narratieve technieken, beeldende therapie, schrijfoefeningen of andere expressieve vormen omvatten.
- Herstel van het familie- en ondersteuningssysteem: Het onderzoeken van de impact van intergenerationeel trauma op relaties binnen de familie en het zoeken naar manieren om gezonde ondersteuningssystemen op te bouwen.

### Individuele therapie
De groepstherapie kan worden aangevuld met evidence based traumatherapie op individuele basis, zoals:
- Beknopte Eclectische Psychotherapie voor PTSS (BEPP)
- Narratieve Exposure Therapie (NET)[23]
- Eye movement desensitization and reprocessing (EMDR)

### Interpersoonlijke patronen
Er zijn echter specifieke componenten van intergenerationeel en transgenerationeel trauma die direct moeten worden aangepakt, afgezien van de gekozen therapie. Omdat transgenerationeel trauma vooral wordt overgedragen binnen de relatie tussen ouder of verzorger en kind, moet de behandeling zich richten op de interpersoonlijke patronen van de cliënt. Een effectieve behandeling richt zich ook op het verkennen, ontwikkelen en behouden van de factoren die de negatieve impact van het trauma kunnen verminderen. Dit is bijvoorbeeld het bevorderen van een veilige hechting tussen ouder of verzorger en kind, en toegang tot verschillende bronnen van ondersteuning (dat wil zeggen familie, leeftijdsgenoten, gemeenschap).
Een behandelmodel dat de ouder-kindrelatie centraal stelt, is het Intergenerational Trauma Treatment Model. Dit model bevat verschillende kenmerken van empirisch ondersteunde behandelmethoden, zoals blootstelling aan trauma, cognitieve verwerking en herkadering, stressmanagement en oudereducatie. Het besteedt specifieke aandacht aan de intergenerationele aard van de traumatische ervaringen en richt zich op het vermogen van de ouder of verzorger om te reageren op de traumatische ervaringen van het kind.
In complexere gevallen van transgenerationeel trauma kan het Transgenerational Trauma and Resilience Genogram (TTRG) helpen om de impact van het trauma beter te begrijpen en te beoordelen. Het TTRG richt zich op de componenten die bijdragen aan het in stand houden van het trauma, door een systeemgerichte kijk op trauma en aandacht voor specifieke sociaal-politieke problemen. Het TTRG brengt het gezin in kaart en identificeert degenen die een trauma hebben meegemaakt en hun ervaring, evenals de relaties tussen individuen en hun patronen. Door dit proces kunnen de oorsprong van iemands transgenerationele trauma en de factoren die dat in stand houden beter worden beoordeeld, wat bijdraagt aan een meer omvattende visie op de behandeling.

### Hulpmiddelen en technieken
Behalve de beschreven therapieën zijn verschillende hulpmiddelen en technieken nuttig om de effecten van transgenerationeel trauma aan het licht te brengen en de psychologische impact ervan te verminderen. De Transgenerational Script Questionnaire (TSQ) wordt bijvoorbeeld gebruikt als een aanvulling op psychotherapie om het bewustzijn van zowel het interne als het externe familiesysteem te helpen ontwikkelen. De TSQ richt zich op transgenerationele scripts, dit zijn onbewuste systemische patronen die blijven bestaan in gezinnen en groepen en worden bestendigd door emoties, overtuigingen en gedragingen. Deze scripts worden gebruikt om de impliciete en expliciete percepties van een cliënt over hun gezinsdynamiek en -systeem te onderzoeken. Door de TSQ te gebruiken kan de therapeut de cliënt begeleiden om de ervaringen van hun voorouders te onderscheiden van die van henzelf.

### Culturele factoren
Bij de behandeling van personen met een transgenerationeel trauma is het van cruciaal belang rekening te houden met hoe culturele factoren van invloed zijn op de ontvangst en perceptie van de behandeling. Hoewel de mechanismen waardoor transgenerationeel trauma wordt veroorzaakt in verschillende culturen consistent zijn, zijn er variaties in het belang van de sociaal-culturele factoren die de effecten van het trauma kunnen verergeren. Bovendien moeten therapeuten een cultureel-responsief perspectief hebben in de therapie die ze kiezen. Het is absoluut noodzakelijk dat zij zich concentreren op het scheppen van vertrouwen en veiligheid binnen de therapeutische relatie, aangezien minderheidsgroepen met een transgenerationeel trauma een aanzienlijk wantrouwen kunnen hebben binnen interpersoonlijke interacties en jegens grotere organisaties of instellingen.

## Behandelcentra
Een toonaangevend behandelcentrum in Nederland is ARQ Centrum'45, onderdeel van ARQ Nationaal Psychotrauma Centrum, een landelijk expertisecentrum voor traumagerelateerde klachten en posttraumatische stressstoornissen. Ook het Sinai Centrum biedt naast behandelingen van andere psychiatrische problemen traumabehandelingen aan. De twee centra behandelen psychotrauma's die veroorzaakt zijn door oorlog, ander geweld of in de vroege jeugd, in het bijzonder van slachtoffers van de tweede, derde en vierde generatie. Daaronder zijn kinderen van Joodse en Indische oorlogsgetroffenen, verzetsdeelnemers, kinderen van al dan niet vrijwillig collaborerende ouders, en asielzoekers en vluchtelingen.